# Christian Müller (Fußballspieler, 1983)
Christian Müller (* 13. August 1983 in Offenbach am Main) ist ein ehemaliger deutscher Fußballspieler.

## Karriere
Christian Müller wechselte bereits 1991 als Achtjähriger in die Jugend von Kickers Offenbach. Er durchlief dort sämtliche weiteren Jugendmannschaften und rückte 2002 in die erste Mannschaft der Kickers auf, in der er 159 Ligaspiele bestritt. Sein größter Erfolg war der Aufstieg in die 2. Bundesliga 2005.
Nach dem Abstieg des OFC in die 3. Liga wechselte Müller zur Saison 2008/09 zum Zweitligisten FC Augsburg. Nach einem Jahr und 21 Ligaeinsätzen für die Schwaben verließ er den Verein bereits in der Sommerpause 2009 wieder und wechselte zum Ligakonkurrenten FSV Frankfurt. Dort zog er sich im ersten Ligaspiel gegen den MSV Duisburg einen Kreuzbandriss zu und fiel lange Zeit aus. Zur Rückrunde der Saison 2009/10 meldete er sich zurück und war unter Trainer Hans-Jürgen Boysen Stammspieler auf der Rechtsverteidigerposition, was er auch in der darauf folgenden Saison blieb.
Nach dem Auslaufen seines Vertrages im Sommer 2011 verließ Müller den Verein und wechselte zu RB Leipzig in die Regionalliga Nord. Dort unterschrieb er einen Vertrag bis 2013. In der Saison 2011/12 belegte Müller mit Leipzig den dritten Tabellenplatz. Am 20. Spieltag erzielte er sein einziges Tor für RB – es war das 4:0 beim 8:2-Heimerfolg gegen SV Wilhelmshaven. In der Saison 2012/13 gewann er mit der Mannschaft die Meisterschaft in der Regionalliga Nordost, und nach zwei Aufstiegsspielen gegen die Sportfreunde Lotte gelang der Aufstieg in die 3. Liga. In der Hinrunde der folgenden Drittligasaison kam Müller auf zehn Einsätze. Im Wintertrainingslager verletzte sich Müller schwer – er kugelte sich sein linkes Knie aus und riss sich das hintere und vordere Kreuzband. Mit der Verletzung fiel Müller den Rest der Saison, sowie die komplette nächste Saison aus. 2014 beendete er daraufhin seine Karriere als aktiver Fußballspieler bei RB Leipzig.
Seit 2019 arbeitet Christian Müller in der Marketingabteilung der RasenBallsport Leipzig GmbH.

## Sonstiges
Christian Müller betreibt zusammen mit seinen ehemaligen Mitspielern Henrik Ernst und Daniel Frahn ein Eiscafé in Leipzig, wobei Ernst und Müller als Geschäftsführer der DOCH La Luna GmbH fungieren.